# Эпидендрум
Эпидендрум (лат. Epidendrum) — род многолетних травянистых растений семейства Орхидные.
Аббревиатура родового названия в промышленном и любительском цветоводстве — Epi.
Некоторые виды широко распространены в культуре.

## Синонимы

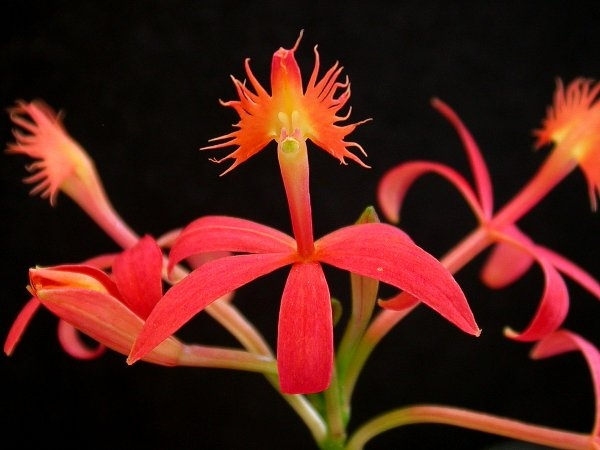
Epidendrum cinnabarinum

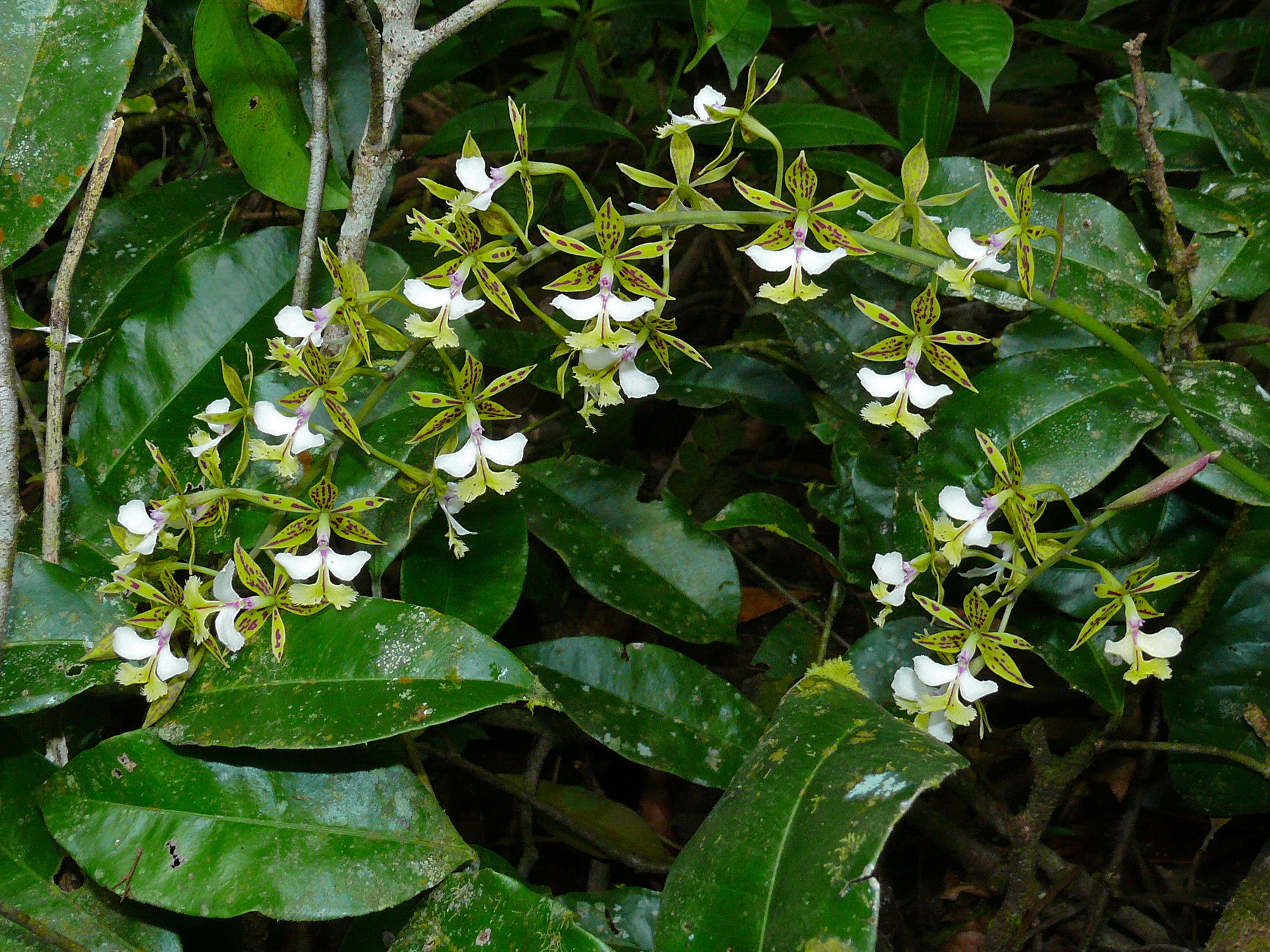
Epidendrum cristatum

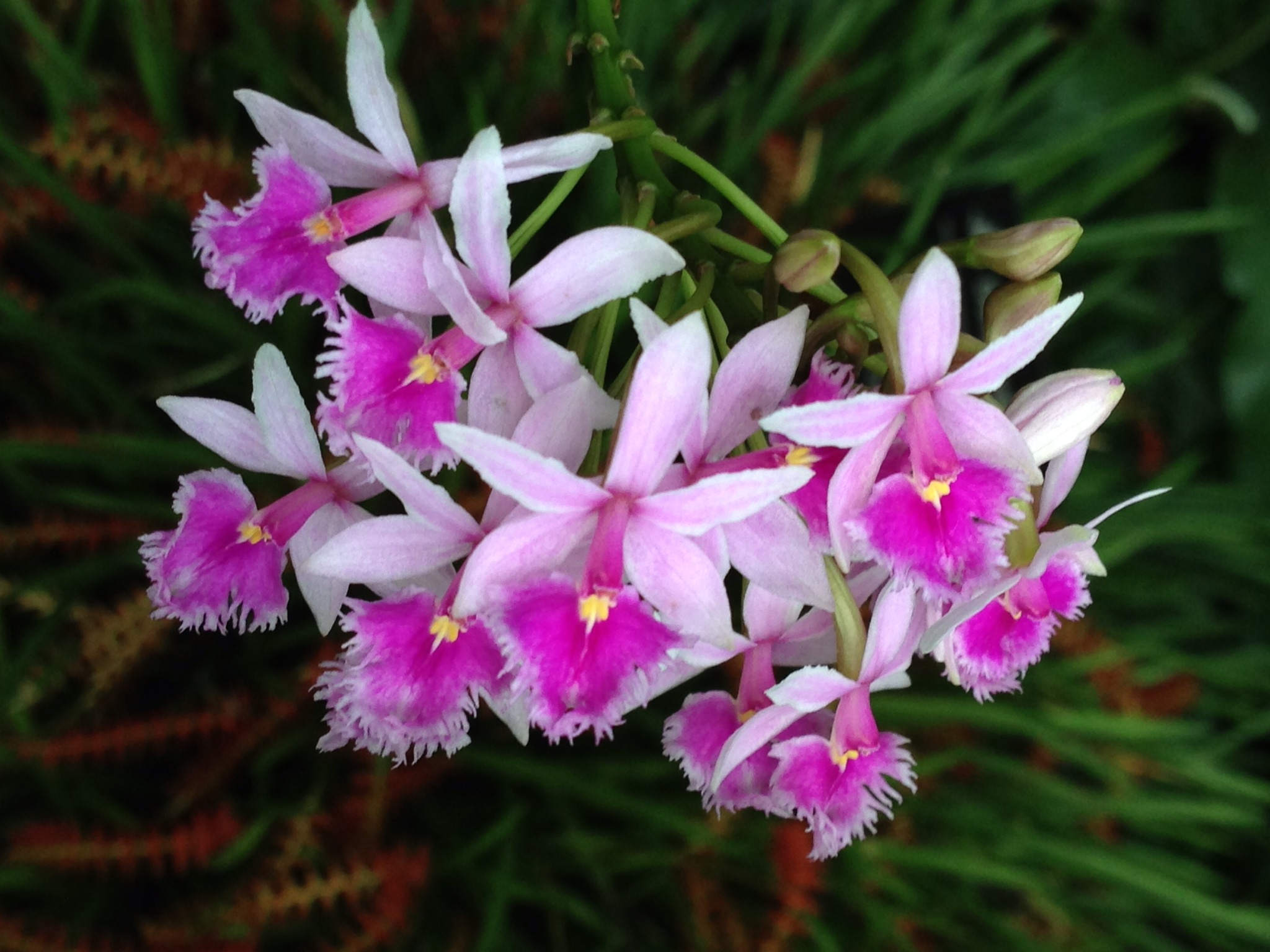
Epidendrum calanthum

- Phadrosanthus Neck., 1790, opus utique oppr.
- Amphiglottis Salisb., 1812
- Auliza Salisb., 1812
- Stenoglossum Kunth in F.W.H.von Humboldt, 1816
- Larnandra Raf., 1825
- Nanodes Lindl., 1832
- Diothonea Lindl., 1834
- Exophya Raf., 1837
- Nyctosma Raf., 1837
- Tritelandra Raf., 1837
- Amblostoma Scheidw., 1838
- Coilostylis Raf., 1838
- Didothion Raf., 1838
- Physinga Lindl., 1838
- Seraphyta Fisch. & C.A.Mey., 1840
- Anocheile Hoffmanns. ex Rchb., 1841
- Gastropodium Lindl., 1845
- Oerstedella Rchb.f., 1852
- Pseudepidendrum Rchb.f., 1852
- Hemiscleria Lindl., 1853
- Lanium Lindl. ex Benth., 1881
- Pleuranthium (Rchb.f.) Benth., 1881
- Psilanthemum (Klotzsch) Stein, 1892
- Spathium (Lindl.) Stein, 1892
- Neolehmannia Kraenzl., 1899
- Spathiger Small, 1913
- Epidanthus L.O.Williams, 1940
- Epidendropsis Garay & Dunst., 1976
- Kalopternix Garay & Dunst., 1976
- Minicolumna Brieger, 1976, nom. inval.
- Neowilliamsia Garay, 1977
- Takulumena Szlach., 2006

## Распространение и экология
Тропики и субтропики Америки.
Эпифиты, литофиты и наземные растения.

## Биологическое описание
Симподиальные растения от мелких до крупных размеров.

## Виды
По информации базы данных The Plant List (2013), род включает 1,435 видов
.

## Охрана исчезающих видов
Все виды рода Epidendrum входят в Приложение II Конвенции CITES.